# Mateusz Beksiński
Mateusz Beksiński, właśc. Bexa (ur. 15 września 1814, zm. 9 lipca 1886 w Sanoku) – powstaniec listopadowy, kotlarz, przedsiębiorca. Współzałożyciel Zakładów Kotlarskich w Sanoku, które dały początek późniejszej fabryce wagonów i autobusów Autosan.

## Życiorys

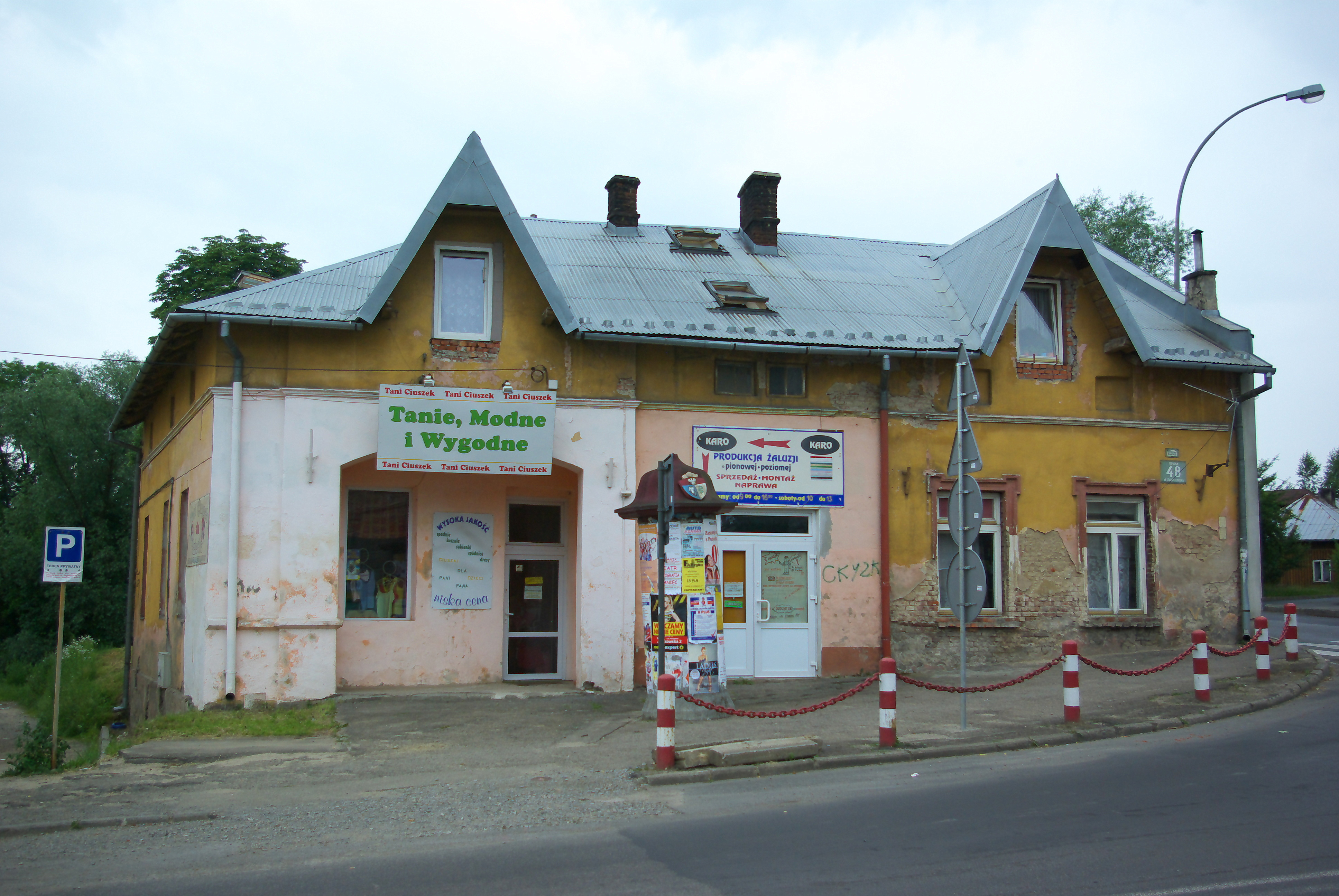
Budynek byłej karczmy "Murowanka" przy ulicy Jagiellońskiej 48 w Sanoku

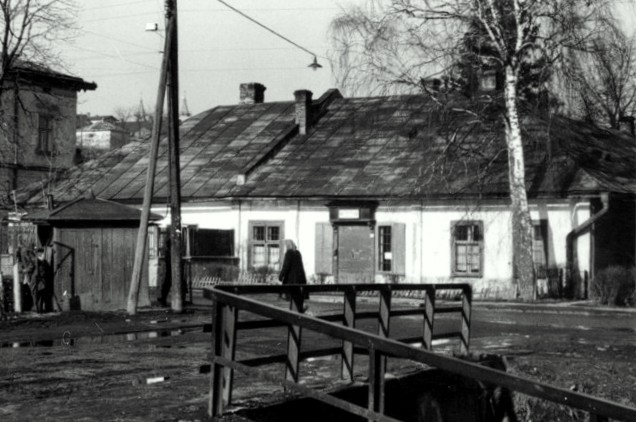
Dom Beksińskich i Lipińskich przy ulicy Jagiellońskiej

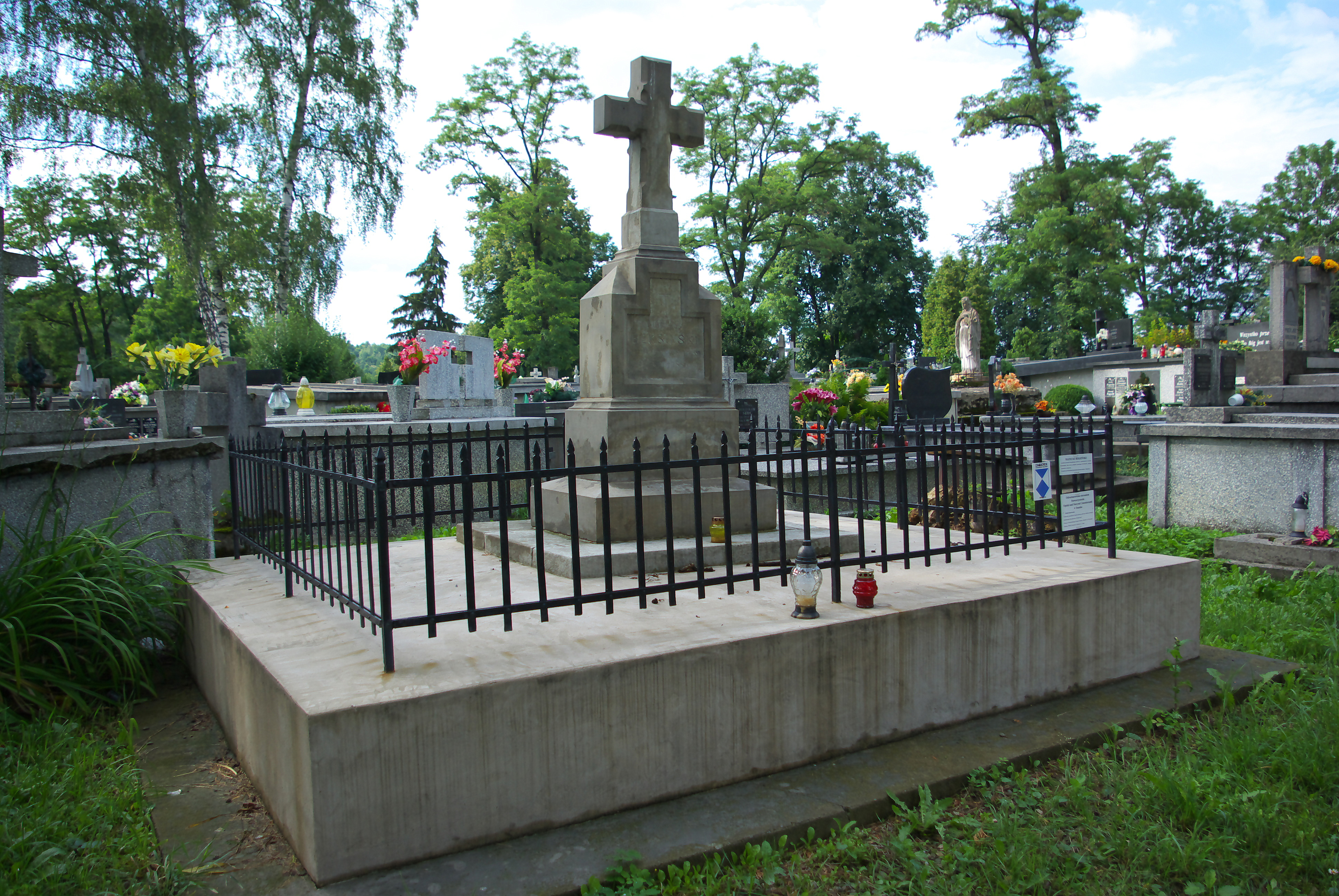
Zabytkowy nagrobek Mateusza Beksińskiego

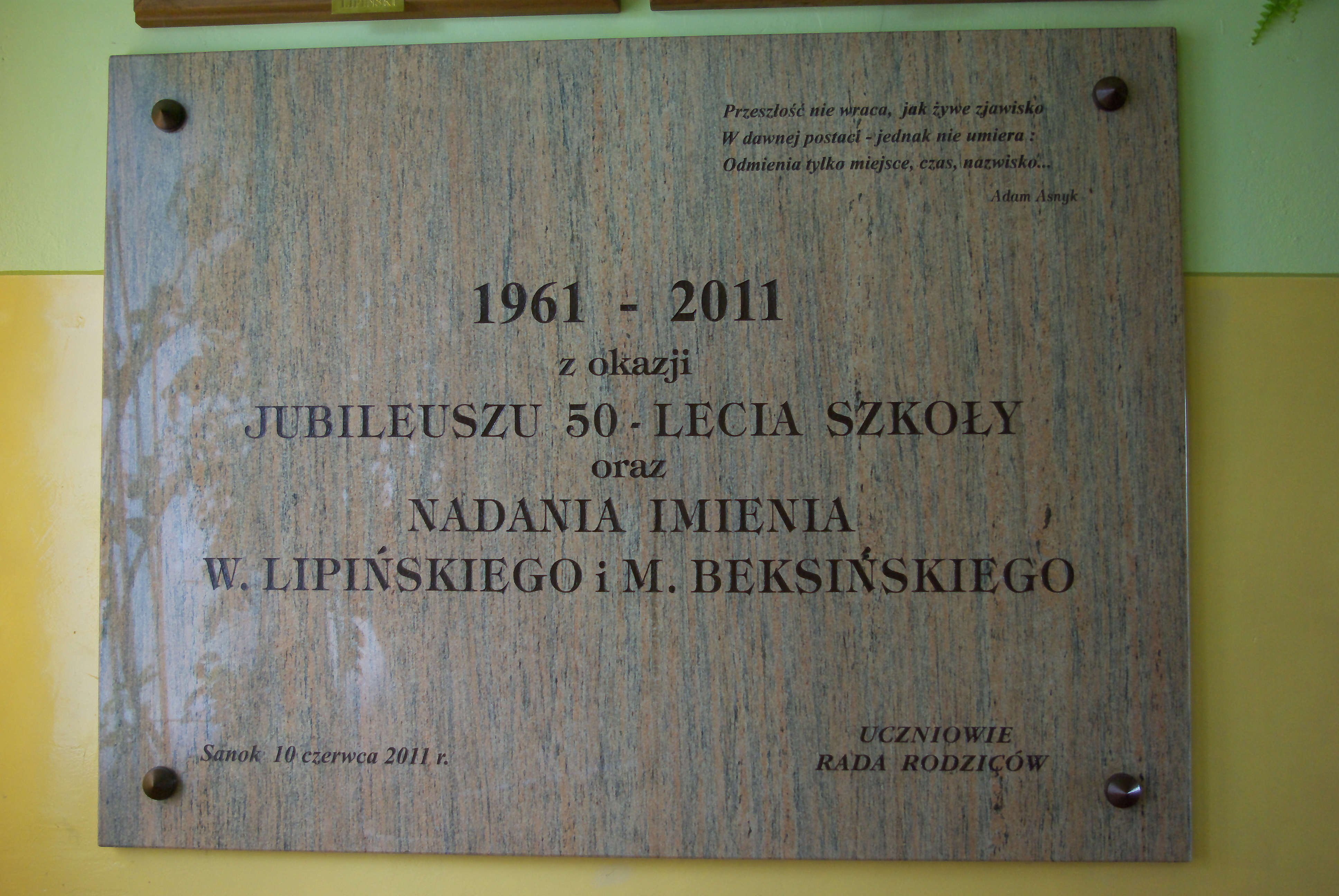
Tablica pamiątkowa w hołdzie Beksińskiemu i Lipińskiemu w ZS nr 3 w Sanoku

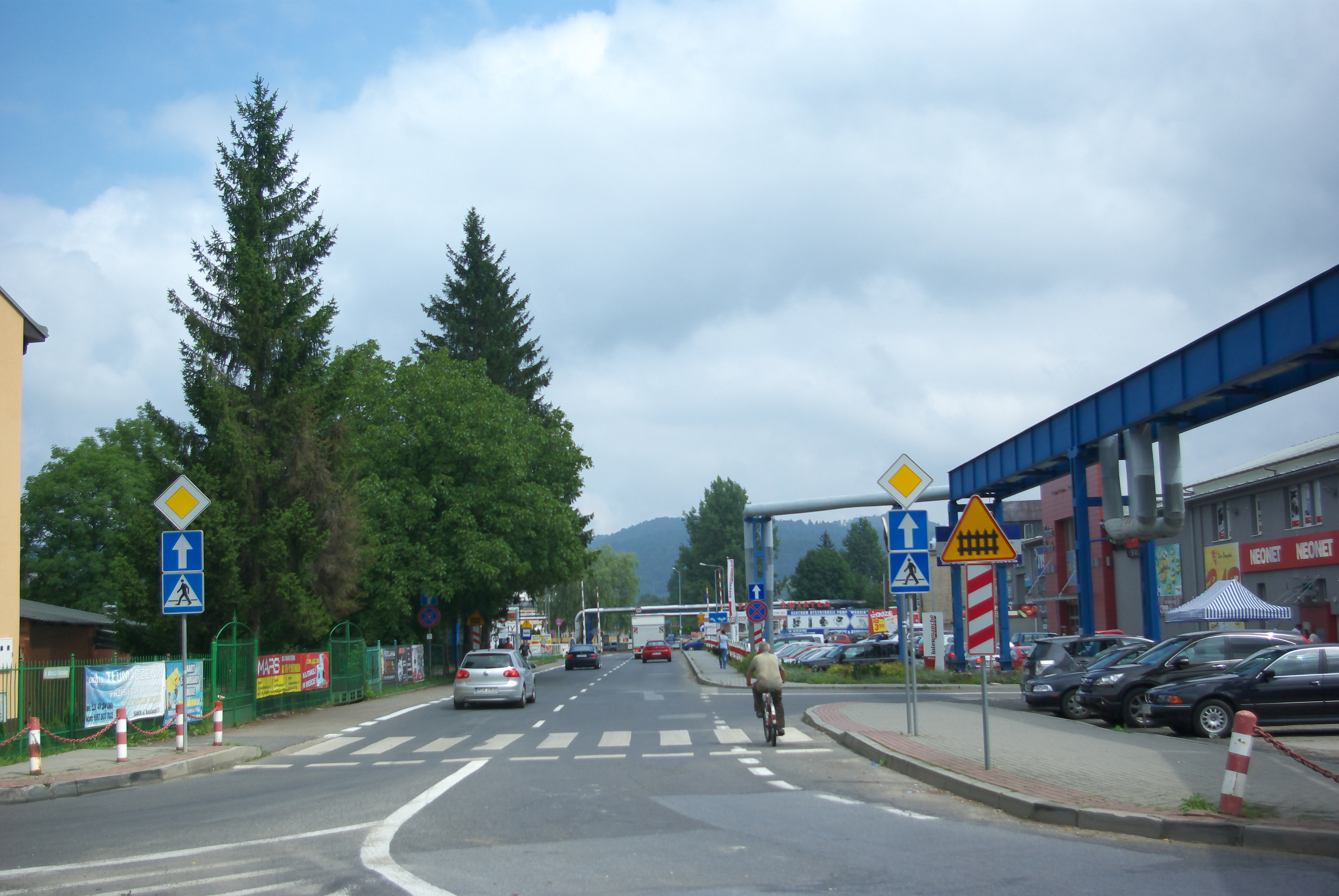
Ulica Mateusza Beksińskiego w Sanoku

Pochodził z rodziny chłopskiej osiadłej na ziemi sandomierskiej. Syn Andrzeja Bexy vel Bexińskiego i Katarzyny. Według jednych źródeł urodził się w Koprzywnicy, natomiast metryka chrztu Mateusza Bexy sporządzona w 1814 w parafii św. Floriana w Koprzywnicy wskazała pochodzenie z Zarzecza Miejskiego. Był uczniem szkoły wydziałowej w Sandomierzu i jako celujący uczeń drugiej klasy 21/22 lipca 1830 otrzymał nagrodę książkową z rąk biskupa sandomierskiego Adama Prospera Burzyńskiego.
Po wybuchu powstania listopadowego, wraz ze swoim bratem ciotecznym, Walentym Lipińskim (1813–1897), zaciągnął się do oddziałów powstańczych i walczył w dywizji gen. Józefa Dwernickiego. Uczestniczyli w bitwach pod Dębem Wielkim 31 marca 1831 i pod Ostrołęką 26 maja 1831. Udział w powstaniu zbliżył kuzynów jeszcze bardziej, a ich drogi życiowe zbiegły się na dalsze lata. Po otoczeniu oddziałów polskich i ich rozbiciu podkomendni generała zdecydowali się na przekroczenie granicy austriackiej. Tak uczynili również Beksiński i Lipiński, którzy szukali schronienia w Galicji na terenie zaboru austriackiego (wraz z Beksińskim przybył w te rejony także Szymon Drewiński, ojciec Maurycego i Teodozji). Początkowo ukrywali się w sanockich lasach i okolicach miejscowości Bykowce, gdzie przebywali w leśniczówce. Po ostatecznej klęsce powstania pieszą wędrówką dotarli do Lwowa, w którym pobierali nauki w zawodzie kotlarza (mając na względzie brak przedstawicieli tego zawodu w Sanoku). Terminowanie trwało ok. 3–4 lata, po zakończeniu nauki zawodu pracowali w różnych miejscach jako czeladnicy.
Na przełomie lat 1845/46 ponownie przybyli do Sanoka z zamiarem stałego osiedlenia się w tym mieście. Początkowo zatrzymali się w karczmie „Murowanka” (pod obecnym adresem ulicy Jagiellońskiej 48), której właściciel udzielił im pomocy w zakupie terenów położonych tuż obok szynku – nabyli kilka morgów ziemi przy obecnej ulicy Jagiellońskiej (wówczas Lwowska), u zbiegu z ulicami Podgórze i Stanisława Konarskiego, gdzie później założyli warsztat kotlarski. Na zakupionym terenie, nad Potokiem Płowieckim położony był dworek pod ówczesnym adresem ulicy Lwowskiej 225, w którym w późniejszych latach zamieszkali (później pozostała w nim rodzina Beksińskich). Po drugiej stronie ulicy Jagiellońskiej (dzisiejszej ulicy Konarskiego), tzw. „Na Stawisku”, od 1878 roku powstawał szpital miejski przy ulicy Stanisława Konarskiego, zaś grunt potrzebny na doprowadzenie do niego ulicy z głównej arterii odsprzedali miastu Beksiński i Lipiński.
Obaj wspólnie założyli zakład rzemieślniczy – warsztat kotlarski, w którym rozpoczęli produkcję kotłów, narzędzi miedzianych i innych przedmiotów użytkowych. Z czasem dołączono także dział kowalski i ślusarski oraz uruchomiono w nim produkcję narzędzi i urządzeń dla górnictwa i przemysłu naftowego, przemysłu gorzelniczego i browarnictwa. Po pewnym czasie ich praca uległa podziałowi – Mateusz zajmował się w szczególności rzemiosłem, a Walenty uprawą roli. Warsztat kotlarski był umiejscowiony przy obecnej ul. Podgórze. Ostatecznie w 1886 roku Walenty Lipiński przekazał warsztat synowi Kazimierzowi (1857–1911), który następnie był twórcą i pierwszym dyrektorem Fabryki Wagonów, późniejszego Autosanu. Na przełomie 1889/1890 syn Walentego przeniósł fabrykę na tereny przy obecnej ulicy Konarskiego, a w 1897 na oddalone od centrum miasta, w Posadzie Olchowskiej (grunty odsprzedało miasto).
Dokumenty wskazują, że w 1845 roku obaj działali w Sanoku jako przedsiębiorcy oczyszczający rowy melioracyjne. Dodatkowo Mateusz Beksiński prowadził duże gospodarstwo rolne, położone pod ówczesnym adresem ulicy Lwowskiej 225 (obecnie Jagiellońska). Wspólna działalność Beksińskiego i Lipińskiego miała swoje odniesienie także w życiu prywatnym, jako że ok. 1847/1849 roku ożenili się z córkami Krzysztofa Machalskiego: Walenty poślubił Honoratę, a Mateusz młodszą z nich Karolinę (obie były córkami mandatariusza w Sanoku). Trzecia z sióstr Machalskich, Józefa, została żoną Jakuba Kopii, późniejszego kasjera fabryki maszyn i wagonów w Sanoku (ich synem był Henryk Kopia).
Mateusz Beksiński był także radnym miejskim (pierwsza kadencja 1867 – w tym także asesorem, druga kadencja 1870 – także asesor, trzecia kadencja 1875 – także asesor, czwarta kadencja 1878). Od 1868 do 14 kwietnia 1870 oraz w 1872 był zastępcą naczelnika gminy Sanok, Jana Okołowicza. Ponadto był członkiem Rady c. k. powiatu sanockiego, wybierany z grupy gmin miejskich i pełnił funkcję członka wydziału (1871, 1872, 1873, 1874). 3 września 1871 został wybrany kuratorem w ramach Stowarzyszenia Czeladzi „Gwiazda” w Sanoku.
Do końca życia zamieszkiwał w Sanoku w domu pod numerem 225. Zmarł 9 lipca 1886 w Sanoku w wieku 72 lat po długiej i ciężkiej chorobie. Został pochowany na cmentarzu przy ul. Jana Matejki w Sanoku w pogrzebie pod przewodnictwem sanockiego proboszcza ks. Franciszka Salezego Czaszyńskiego 11 lipca 1886.

## Rodzina
Mateusz Beksiński jest protoplastą rodu Beksińskich w Sanoku. Był żonaty z Karoliną Machalską (1830–1891). Był ojcem Izabelli Marii (1848-1856), Władysława (1850–1929), dziadkiem Stanisława Mateusza (1887–1953), Zygmunta Jana (ur. 1888), (Marii) Władysławy (ur. 1899) i Karoliny Zofii (ur. 1900), pradziadkiem Zdzisława (1929–2005), prapradziadkiem Tomasza (1958–1999). W Sanoku pokolenia rodziny zamieszkiwały w dworku nabytym pierwotnie po przybyciu Mateusza do miasta. Był położony przy obecnej ulicy Jagiellońskiej, nad Potokiem Płowieckim. Później mieszkał w nim syn Mateusza, Władysław, następnie wnuk Stanisław, a do lat 70. XX wieku prawnuk, Zdzisław Beksiński. W tym czasie budynek został zlikwidowany w wyniku decyzji władz miasta, a Zdzisław wyprowadził się wraz z rodziną do Warszawy. Obecnie na tym miejscu znajduje się Zieleniec Beksińskiego. 11 listopada 2005 roku staraniem Okręgu Bieszczadzkiego Ligi Ochrony Przyrody zasadzono tam dąb kolumnowy upamiętniający artystę-malarza, Zdzisława. Inskrypcja na tabliczce brzmi: W hołdzie wielkiemu sanoczaninowi Zdzisławowi Beksińskiemu. Zarząd Okręgu Bieszczadzkiego LOP. Sanok 11 listopada 2005.

## Upamiętnienie
Nagrobek Mateusza i Karoliny Beksińskich został wykonany w 1887 roku w pracowni Schimserów we Lwowie, którą po śmierci Leopolda Schimsera kierowała jego żona Wiktoria (1838–1908). Jest uznany za obiekt zabytkowy i podlega ochronie prawnej. W 2010 roku został odrestaurowany staraniem Stowarzyszenia Opieki nad Starymi Cmentarzami w Sanoku (jako pierwszy z zabytkowych nagrobków).
Podobizny Mateusza Beksińskiego i Walentego Lipińskiego zostały uwiecznione na medalu wybitym na 150-lecie Autosanu w 1982, który zaprojektował Edward Gorol.
Po wyborach do sejmu kontraktowego 1989 Miejska Rada Narodowa w Sanoku przemianowała nazwę ulicy Gumowej w dzielnicy Posada, nieopodal fabryki Autosan, na Mateusza Beksińskiego.
We wrześniu 2010 roku Zespół Szkół nr 3 w Sanoku (dawniej Zespół Szkół Technicznych, działający jako przyzakładowa placówka Sanockiej Fabryki Autobusów Autosan) przy ulicy Stróżowskiej 16 w dzielnicy Posada Olchowska przyjął do swojej nazwy patronat Walentego Lipińskiego i Mateusza Beksińskiego. W holu szkoły 10 czerwca 2011 została ustanowiona tablica pamiątkowa poświęcona obu patronom szkoły, Mateuszowi Beksińskiemu i Walentemu Lipińskiemu. W treści inskrypcji wykorzystano cytat autorstwa poety Adama Asnyka: „Przeszłość nie wraca, jak żywe zjawisko / W dawnej postaci – jednak nie umiera: / Odmienia tylko miejsce, czas, nazwisko” Adam Asnyk. 1961 – 2011 z okazji jubileuszu 50-lecia szkoły oraz nadania imienia W. Lipińskiego i M. Beksińskiego. Sanok 10 czerwca 2011 r. Uczniowie Rada rodziców. Nad tablicą umieszczono portrety W. Lipińskiego i M. Beksińskiego.
1 października 2011 roku otwarto w Sanoku ścieżkę spacerową pod nazwą Śladami Rodu Beksińskich, wytyczoną i przebiegającą przez miejsca w mieście związane z rodziną Beksińskich. Na jej trasie umieszczono jedenaście tablic informujących o dokonaniach przedstawicieli rodziny. Tablice wykonano w formie sztalug malarskich z uwagi na działalność Zdzisława Beksińskiego i artystyczno-techniczne profesje innych członków rodziny.